# Arelio Fusco
Arelio Fusco  (en latín: Arellius Fuscus) fue un retórico de la Antigua Roma, conocido por su gran habilidad en el arte de la declamación. Estuvo activo en la época de Augusto.

## Biografía
Pertenecía a la gens Arelia y probablemente era oriundo de Asia Menor.
Hablaba con facilidad en latín y griego, en un estilo elegante y sofisticado. El historiador de la literatura romana Charles Thomas Cruttwell escribe que por su procedencia asiática, Arelio era un  practicante de un estilo oratorio superior.
Declamaba más frecuentemente en griego que en latín, y Séneca describe su estilo declamatorio como más brillante que sólido y antitético más que elocuente, además de elogiar altamente su estilo de declaración (explicatio) de un argumento. Además, le consideraba uno de los cuatro mejores declamadores de su época, aunque le criticaba su estilo desigual (Controversiae. 2 pref. 1)
Entre sus discípulos se encuentran Ovidio, el filósofo Papirio Fabiano y Plinio el Viejo. Este último le menciona en su Naturalis Historia.
Fue expulsado de la orden ecuestre tras una calumnia porque los miembros de esta orden no podían tener una mala reputación ya fuese verdadera o falsa. Así en la citada Naturalis Historia:

"Vimos a Arelio Fusco, que fue retirado de la orden ecuestre por insigne calumnia, Porque en una fiesta de jóvenes de escuela, le han visto llevar anillos de plata..."
NH, Libro XXXIII, 12 § 152 